# 泉州公交42路
泉州公交42路是中华人民共和国泉州市境内的一条公共交通线路，全程27.6公里。起讫点为温陵公交首末站至五金机电产业园，运营时间为温陵公交首末站：6:25-22:00；五金机电产业园：6:25-21:26

## 历史
- 2008年2月20日，泉州市物价局批准泉州公交发展有限公司（公交集团有前身）关于42路的票价批示。
- 2008年3月1日，42路正式开通。初期运行区间为旧车站-白洋。初期运行时间为旧车站6:30-19:20、白洋6:25-19:20。无人售票分段计价，全程4元/人。使用车辆为36（现K307路）退下的12部星王ZA6790E型汽油无空调公交车[2][3]
- 2008年12月，42路接手并更换自21路退下的12部亚星JS6800HD2型柴油空调公交车
- 2009年4月1日，42路开通夜班服务。末班时间延长至双向21:06发车[4]
- 2009年10月，42路接手增加自36（现K307路）退下的3部安凯HFF6882GK16型无空调柴油客车，配车数达到15部
- 2010年7月，因沈海高速过坑跨线桥被自燃的油罐车烧毁需要进行重建施工，42路取消途径城华北路，改为途径城东街、安吉路至万虹路后原线行驶。
- 2010年8月21日，42路恢复途径途径城华北路，取消途径城东街、安吉路。[5]
- 2010年10月18日，因沈海高速过坑跨线桥拓宽施工需要，42路再次取消取消途径城华北路，改为途径城东街、安吉路至万虹路后原线行驶[6]，12月18日恢复
- 2010年11月，42路接手并更换自19路退下的16部大金龙XMQ6891G1型柴油空调公交车
- 2011年11月23日，因坪山路辅道管道施工需要，42路双向改道途径津淮高架桥，取消途径坪山路辅路[7]
- 2012年2月28日，因坪山路辅道施工完成，42路取消途径津淮高架桥，改为途径坪山路辅路行驶[8]
- 2012年7月8日，因泉州大桥北桥头取消单向循环，42路往白洋方向取消途径温陵南路、宝洲街、田安南路，改为双向途径泉秀街行驶[9]
- 2012年7月2日，因坪山路改造后，42路途径坪山下穿道后难以停靠原有的泉州农校站点，自该日起泉州公交于农校天桥下方增设临时停靠点以方便42路停靠[10]
- 2013年4月26日，因开通43（现K2路）后避免运能重复要求，42路自该日起取消途径万虹路下倪至白洋段，改为途径X310、滨水路、洛滨北路至五金机电产业园（亚伦）始发终到，运营时间调整为旧车站6:25-21:40冬/22:00夏、五金机电产业园（亚伦）6:25-21:11[11]
- 2014年3月11日，因北迎宾大道火烧桥高架建设需要，42路取消停靠火烧桥站
- 2015年3月30日，42路一部运营车辆在途径幸福街口时，因对向的21路运营车辆与其抢道通行，造成擦撞事故，造成42路该车车窗玻璃破损[12]
- 2015年6月，42路恢复停靠火烧桥站
- 2015年11月4日，42路接手并更换自19路退下的20部福达FZ6106UF63型柴油空调公交车。
- 2016年3月24日，因北迎宾大道改造完成后未预留华大北门（北侧）站台，42路自该日起单向取消停靠华大北门（北侧）[13]
- 2016年7月9日，因“尼伯特”台风的影响,42路当日末班缩时至双向21:09发车，次日恢复正常[14]
- 2018年5月3日，42路取消途径旧车站、幸福街口，改为至泉州汽车站始发终到[15]
- 2018年6月8日，42路全线接手更换自30路退下的9部金旅XML6105JHEV85CN型插电式LNG气电混合动力空调公交车和自7路、19路退下的17部金旅XML6105JHEVE8C1型柴油插电式混合动力空调公交车，原有20部FZ6106UF63封存，配车数增至26部
- 2020年1月27日，为配合洛江区交通局关于新型冠状病毒肺炎防控要求。42路自当日首班起暂停运行至2月17日。
- 2020年2月18日，42路恢复运营。
- 2020年8月，42路自当月起取消末班冬夏之分，统一为22:00发车。
- 2022年1月1日，洛江公司抽调42路5部XML6105JHEVE8C1至32路用以更换车辆，42路配车降为21部。
- 2022年2月13日，自该日起42路双向取消停靠滨水路口站。[16]
- 2022年3月16日，因疫情防控要求暂停中心市区范围内所有公交线路运营。42路自当日首班起暂停运营至4月15日。[17]
- 2022年4月16日，42路恢复运营。临时取消停靠浦西路口、刺桐路口、客运中心站南门、客运中心站东门、丰泽区行政服务中心等站点，运营时间临时调整为双向7:30-17:30。[18]
- 2022年4月18日，42路恢复停靠浦西路口、刺桐路口、客运中心站南门、客运中心站东门、丰泽区行政服务中心等站，运营时间恢复为泉州汽车站6:25-22:00、五金机电产业园6:25-21:11[19]
- 2022年8月5日，42路自该日起取消停靠仕公岭站。同日，因泉州东站即将于兴泉铁路通车后拆除，原火车东站更名为黄林新村站。[20]
- 2022年10月10日，受阳光北路拓改影响，自该日起42路临时取消途径仕林坑、黑峰山、埔边、霞溪等站。改为途径双滨街、万虹路至县道310路口站后原线行驶。其它不变。[21]
- 2022年12月30日，自该日起42路双向增停双滨街口站。同日，因泉州汽车站已停止运营，原泉州汽车站更名为温陵公交首末站。0[22]
- 2023年2月4日，42路恢复途径仕林坑、黑峰山、埔边、霞溪等站，取消途径双滨街，其他不变。[23]
- 2023年12月15日，42路更换为20部福田BJ6851EVCA-30型空调电动巴士，原配9部XML6105JHEV85CN、12部XML6105JHEVE8C1退役。同月，42路五金机电产业园末班由21:11延时至21:26发车。
- 2024年4月13日，因K607路原配车辆续航不足，充电不便。K607路与42路互换配车。42路接手并更换自K607路退下的7部XML6855JEVW0C、8部XMQ6802AGBEVL2。原配18部BJ6851EVCA-30互换至K607路，其它不变。

## 站点
| 路线 | 路线 | 路线 | 所在地区、街道 | 所在地区、街道          | 站点名           | 备注                    |
| ---- | ---- | ---- | -------------- | ----------------------- | ---------------- | ----------------------- |
|      |      |      | 丰泽区         | 泉秀街                  | 温陵公交首末站   | 起讫站 原名 泉州汽车站  |
|      |      |      | 丰泽区         | 泉秀街                  | 浦西路口         | 原名 海峡银行           |
|      |      |      | 丰泽区         | 泉秀街                  | 刺桐路口         |                         |
|      |      |      | 丰泽区         | 泉秀街                  | 客运中心站南门   | 原名 沉洲路口           |
|      |      |      | 丰泽区         | 坪山路                  | 客运中心站东门   |                         |
|      |      |      | 丰泽区         | 坪山路                  | 妙云街口         | 原名 丰泽区行政服务中心 |
|      |      |      | 丰泽区         | 坪山路                  | 云谷工业区       |                         |
|      |      |      | 丰泽区         | 坪山路                  | 泉州农校         |                         |
|      |      |      | 丰泽区         | 坪山路                  | 坪山加油站       |                         |
|      |      |      | 丰泽区         | 城华南路 （北迎宾大道） | 明日广场         | 分段点                  |
|      |      |      | 丰泽区         | 城华南路 （北迎宾大道） | 黄林新村         | 原名 火车东站           |
|      |      |      | 丰泽区         | 城华南路 （北迎宾大道） | 火烧桥           | 华大电商园              |
|      |      |      | 丰泽区         | 城华北路 （北迎宾大道） | 华侨大学         |                         |
|      |      |      | 丰泽区         | 城华北路 （北迎宾大道） | 华大北门         |                         |
|      |      |      | 洛江区         | 城华北路 （北迎宾大道） | 洛江交警大队     |                         |
|      |      |      | 洛江区         | 万虹路                  | 万虹路口         | 分段点                  |
|      |      |      | 洛江区         | 万虹路                  | 杏宅路口         |                         |
|      |      |      | 洛江区         | 万虹路                  | 洛江外国语学校   | 原名 塘西               |
|      |      |      | 洛江区         | 万虹路                  | 洛江消防大队     |                         |
|      |      |      | 洛江区         | 万虹路                  | 塘西社区         |                         |
|      |      |      | 洛江区         | 万虹路                  | 新南路口         | 原名 万虹医院           |
|      |      |      | 洛江区         | 万虹路                  | 室仔前           |                         |
|      |      |      | 洛江区         | 万虹路                  | 南山社区         |                         |
|      |      |      | 洛江区         | 万虹路                  | 南山             |                         |
|      |      |      | 洛江区         | 万虹路                  | 新田             | 西人马                  |
|      |      |      | 洛江区         | 万虹路                  | 白叶             |                         |
|      |      |      | 洛江区         | 万虹路                  | 洛江公共文化中心 |                         |
|      |      |      | 洛江区         | 万虹路                  | 南方科技学校     | 原名 莲村               |
|      |      |      | 洛江区         | 朋虹街                  | 洪厝             | 原名 山兜               |
|      |      |      | 洛江区         | 阳光路                  | 工业区路口       |                         |
|      |      |      | 洛江区         | 阳光路                  | 双阳街道办事处   | 分段点                  |
|      |      |      | 洛江区         | 阳光路                  | 双阳中学         |                         |
|      |      |      | 洛江区         | 阳光路                  | 双滨街口         |                         |
|      |      |      | 洛江区         | 阳光路                  | 仕林坑           |                         |
|      |      |      | 洛江区         | 阳光路                  | 黑峰山           |                         |
|      |      |      | 洛江区         | 阳光路                  | 埔边             |                         |
|      |      |      | 洛江区         | 阳光路                  | 霞溪             |                         |
|      |      |      | 洛江区         | X310                    | 县道310路口      |                         |
|      |      |      | 洛江区         | 滨水路                  | 电力技能学院     |                         |
|      |      |      | 洛江区         | 滨水路                  | 滨水路中段       |                         |
|      |      |      | 洛江区         | 洛滨北路                | 河市卫生院       |                         |
|      |      |      | 洛江区         | 洛滨北路                | 五金机电产业园   | 起讫站                  |

## 票价
42路计价方式为分段计价，票价¥4.0。其中：
- 泉州汽车站至明日广场：1元/人
- 明日广场至万虹路口：1元/人
- 万虹路口至双阳街道办事处：1元/人
- 双阳街道办事处至五金机电产业园：1元/人
- 泉通卡普通卡9折，月票卡优惠无效，敬老卡、爱心卡有效。
- 可使用泉城通APP及支付宝、云闪付、微信乘车码支付

## 配车
42路配车数总计15部，其中：
- 金旅XML6855JEVW0C  7部
- 大金龙XMQ6802AGBEVL2  8部

- 星王ZA6790E
（2008.3 - 2008.11）
- 大金龙XMQ6891G1
（2010.11 - 2015.12）
- 福达FZ6106UF63
（2015.12 - 2018.6）
- 金旅XML6105JHEVG5CN2
（2018.6 - 2019.3，临时调配）
- 金旅XML6855JEVW0C
（2018.12 - 2019.3 / 2023.11 - 2023.12 / 2024.4 - ）
- 大金龙XMQ6802AGBEVL2
（2018.12 - 2019.3 / 2023.11 -2023.12 / 2024.4 - ）
- 金旅XML6105JHEV85CN
（2018.6 - 2023.12）
- 金旅XML6105JHEVE8C1
（2018.6 - 2023.12）
- 福田BJ6851EVCA-30
（2023.12 - 2024.4）

## 相关
- 泉州公交线路列表